# Cosmopolitan Soccer League
De Cosmopolitan Soccer League is een regionaal voetbalkampioenschap voor clubs uit de agglomeratie New York. De competitie bestaat sinds 1923 en is daarmee een van de oudste lopende voetbalcompetities in de Verenigde Staten. De competitie bestaat uit clubs die traditioneel etnisch-culturele bevolkingsgroepen vertegenwoordigen, waardoor deze New Yorkse competitie een kosmopolitisch karakter bezit.